# High Desert Corridor
A High Desert Corridor egy javasolt multimodális vasúti folyosó Los Angeles és San Bernardino megye északi részén, az Amerikai Egyesült Államokban, Kalifornia államban. A projekt, amely Palmdale és Apple Valley között haladna a High Desert térségén keresztül, főként egy nagysebességű vasútvonalból állna, amely a kaliforniai nagysebességű vasúti rendszert a javasolt palmdale-i állomáson a Brightline West útvonallal a javasolt Victor Valley-i állomáson kötné össze.

## Jelenlegi állapot
A projekt 2024 augusztusa óta a tervezés korai szakaszában van. A NEPA szövetségi környezetvédelmi jogszabály szerinti hatósági jóváhagyás, valamint az építés finanszírozása még mindig váratott magára.
A projektet a High Desert Corridor Joint Powers Agency (HDC JPA) irányítja, amely Los Angeles megye, LA Metro és a környező városok tulajdonában lévő szervezet. A projektfejlesztést főként Kalifornia állam és a Los Angeles-i Metro hozzájárulásával finanszírozták. A szövetségi finanszírozás az FRA által kezelt Corridor ID program 500 000 amerikai dolláros támogatására korlátozódott, amely a korai tervezéshez biztosít kezdőfinanszírozást, és a projektet a további szövetségi finanszírozás szempontjából rangsorolja, de nem garantálja azt.

## A projekt története

A High Desert Corridor a jelenlegi és a tervezett jövőbeli dél-kaliforniai vasúti összeköttetésekkel együtt

A projekt első nyilvános találkozóit 2011-ben tartották, amikor a projekt elsősorban közúti projekt volt: A Palmdale és Victorville közötti javasolt autópálya elegendő középső területet tartalmazna egy esetleges jövőbeli nagysebességű vasúti vagy Metrolink-csatlakozás lehetőségeként. A 63 mérföldből az első 50 mérföldet 3 milliárd dollárra becsülték, és a tervek szerint a köz- és magánszféra partnerségén keresztül finanszírozták volna. Abban az időben a kaliforniai nagysebességű vasúti projekt csak két évvel korábban kapta meg az első szövetségi finanszírozást, és még nem kezdődött meg az építkezés, míg a Las Vegas és Dél-Kalifornia közötti tervezett nagysebességű összeköttetés, amelyet most a Brightline West vállal, egy még fejlesztés alatt álló magánprojekt volt „DesertXpress” néven.
2016-ban közzétették a Caltrans által vezetett környezeti hatásvizsgálat végleges dokumentumait, amivel a kaliforniai állami törvény, a CEQA által a tervezés jóváhagyásához előírt követelményt törölték. A dokumentumok kimondták azt a szándékot, hogy elegendő útjogot kívánnak szerezni ahhoz, hogy mindkét irányban akár öt autópálya-sávnak és egy nagysebességű vasútvonalnak fenntartott hely maradjon.
2018 februárjában az autópálya-projekt költségét 8 milliárd dollárra becsülték, és a földvásárlást még abban az évben júniusban tervezték megkezdeni, amelyet 274 millió dollár M-mérlegből finanszíroznak. A Climate Resolve környezetvédelmi érdekvédelmi csoport pert indított a környezeti hatásvizsgálat érvényességét vitatva.
2019 szeptemberében a Caltrans megegyezett a Climate Resolve által 2016-ban előterjesztett perben, amely tartalmazta azt a rendelkezést, hogy a projekt autópálya-szakasza nem folytatódhat a kiegészítő környezeti vizsgálat (SEIR) nélkül. Az autópálya azonban a beszámolók szerint a megegyezés előtt a szükségesség és a finanszírozás hiánya miatt felfüggesztésre került. A projekt vasúti és kerékpárút-részét ez nem érintette.
2022 júniusában San Bernardino megye kilépett az akkori közös hatáskörű hatóságból (JPA). A jelenlegi JPA egy utódszervezet, amelyet a továbbra is tagok hoztak létre.